# Christoph Weismüller
Christoph R. Weismüller (* 1957 in Düsseldorf) ist ein deutscher Philosoph und Hochschullehrer.

## Werdegang
Christoph Weismüller studierte von 1977 bis 1983 Philosophie bei Rudolf Heinz, Germanistik und Erziehungswissenschaft an der Universität Düsseldorf. Ebenda folgte 1985 die Promotion zum Dr. phil. über Das Unbewusste und die Krankheit. Eine kritisch kommentierte Darstellung der „Philosophie des Unbewussten“ Eduard von Hartmanns im Hinblick auf den Krankheitsbegriff. Nach seiner Habilitation im Jahr 2001 lehrte er als Privatdozent, ab 2007 dann als außerplanmäßiger Professor am Institut für Philosophie der Universität Düsseldorf. Weismüller ist zudem seit 1998 Lehrbeauftragter für Kultur- und Geisteswissenschaften, Philosophie sowie Psychologie an der Fachhochschule Dortmund.
Seit 1986 ist Weismüller zudem Leiter des Düsseldorfer Instituts für philosophische Beratung und Pathognostik. Seit 1997 lehrt er außerdem am Institut für Psychoanalyse und Philosophie Düsseldorf. Weismüller leitet seit 1998 die Redaktion des Jahrbuchs „Psychoanalyse und Philosophie“. 2000 hat er darüber hinaus die Leitung des Peras Verlags übernommen.

## Veröffentlichungen (Auswahl)
- Das Unbewusste und die Krankheit. Eine kritisch kommentierte Darstellung der „Philosophie des Unbewussten“ Eduard von Hartmanns im Hinblick auf den Krankheitsbegriff. Die Blaue Eule, Essen 1985, ISBN 978-3-924368-50-0.
- Philosophie oder Therapie. Texte der philosophischen Praxis und der Pathognostik. Die Blaue Eule, Essen 1991, ISBN 978-3-89206-411-4.
- Philosophische Parabeln. Elemente pathognostisch-philosophischer Praxis. Die Blaue Eule, Essen 1993, ISBN 978-3-89206-553-1.
- Philosophische Relevanzen. Texte der Pathognostik und der philosophischen Praxis. Passagen-Verl., Wien 1994, ISBN 978-3-85165-113-3.
- Das Drama der Notation. Ein philosophischer Versuch zu Richard Wagners Ring des Nibelungen. Passagen-Verl., Wien 1994, ISBN 978-3-85165-142-3.
- mit Rudolf Heinz: Nachtgänge. Zur Philosophie des Somnambulismus. Passagen-Verl., Wien 1996, ISBN 978-3-85165-211-6.
- als Hrsg.: Kontiguitäten. Texte-Festival für Rudolf Heinz. Passagen-Verl., Wien 1997, ISBN 978-3-85165-266-6.
- Jean-Paul Sartres Philosophie der Dinge. Zur Wende von Jean-Paul Sartres Kritik der dialektischen Vernunft sowie zu einer Psychoanalyse der Dinge. Psychoanalyse und Philosophie, Düsseldorf 1999, ISBN 978-3-934144-02-6 (erneute Aufl.: Peras, Düsseldorf 2000, ISBN 978-3-935193-00-9).
- Musik, Traum und Medien. Philosophie des musikdramatischen Gesamtkunstwerks. Ein medienphilosophischer Beitrag zu Richard Wagners öffentlicher Traumarbeit. Königshausen und Neumann, Würzburg 2001, ISBN 978-3-8260-2045-2.
- Zwischen analytischer und dialektischer Vernunft. Eine Metakritik zu Jean-Paul Sartres Kritik der dialektischen Vernunft. Königshausen und Neumann, Würzburg 2003, ISBN 978-3-8260-2651-5.
- mit Heide Heinz als Hrsg.: Dis-Kontiguitäten. Post-Skripts zum Texte-Festival für Rudolf Heinz. Peras, Düsseldorf 2003, ISBN 978-3-935193-02-3.
- mit André Karger als Hrsg.: Gewalt und Globalisierung. Peras, Düsseldorf 2004, ISBN 978-3-935193-04-7.
- Das Humane der Globalisierung. Zur Objektivität von Narzißmus, Ödipuskomplex und Todestrieb. Peras, Düsseldorf 2004, ISBN 978-3-935193-05-4.
- mit André Karger als Hrsg.: Ich hieß Sabina Spielrein. Von einer, die auszog, Heilung zu suchen. Vandenhoeck und Ruprecht, Göttingen 2006, ISBN 978-3-525-46216-4.
- als Hrsg.: Fragen nach der Mathematik. Peras, Düsseldorf 2007, ISBN 978-3-935193-13-9.
- mit Rudolf Heinz als Hrsg.: Neurowissenschaften und Philosophie. Peras, Düsseldorf 2008, ISBN 978-3-935193-19-1.
- mit Heide Heinz als Hrsg.: Psychoanalyse – und wie anders? Texte-Gaben zum 70. Geburtstag von Rudolf Heinz. Peras, Düsseldorf 2009, ISBN 978-3-935193-20-7.
- Philosophie der Medien. Peras, Düsseldorf 2009, ISBN 978-3-935193-10-8.
- mit Rudolf Heinz als Hrsg.: Histrionissima. Neue Studien zur Hysterie. Peras, Düsseldorf 2009, ISBN 978-3-935193-22-1.
- mit Heide Heinz als Hrsg.: Zur geschwundenen Aktualität der Frauenfrage. Peras, Düsseldorf 2011, ISBN 978-3-935193-23-8.
- mit Rudolf Heinz als Hrsg.: „Reklame für den schlechten Lauf der Dinge“. Peras, Düsseldorf 2012, ISBN 978-3-935193-26-9.
- mit Heide Heinz als Hrsg.: Rudolf Heinz and friends. Textpräsente für einen letzthinnigen Philosophen. Peras, Düsseldorf 2014, ISBN 978-3-935193-28-3.
- als Hrsg.: Krisis der Pathognostik. Peras, Düsseldorf 2016, ISBN 978-3-935193-31-3.
- Wirtschaftswachstum und philosophische Erkenntnis. Peras, Düsseldorf 2017, ISBN 978-3-935193-32-0.
- als Hrsg.: Loyalität und Perversion. Peras, Düsseldorf 2017, ISBN 978-3-935193-33-7.
- als Hrsg.: Fluchten. Philosophisch-psychoanalytische Zeitdiagnosen. Peras, Düsseldorf 2018, ISBN 978-3-935193-34-4.
- „Siegfried lebt, lebt, lebt!“. Der „Siegfried“ bei Sabina Spielrein, Carl Gustav Jung und Richard Wagner. Peras, Düsseldorf 2019, ISBN 978-3-935193-35-1.
- als Hrsg.: Beziehungen zwischen Lebensfülle und Gewalt. Peras, Düsseldorf 2019, ISBN 978-3-935193-36-8.
- als Hrsg.: Stadt Wahn Kunst. Peras, Düsseldorf 2020, ISBN 978-3-935193-37-5.
- als Hrsg.: Philosophie und Psychoanalyse. Peras, Düsseldorf 2021, ISBN 978-3-935193-38-2.
- als Hrsg.: Mensch und Welt in Therapie. Peras, Düsseldorf 2022, ISBN 978-3-935193-39-9.
- als Hrsg.: Zwischen den Kriegen. Peras, Düsseldorf 2023, ISBN 978-3-935193-41-2.
- mit Matthias Franz als Hrsg.: Wirre Welten – klare Welten. Zur Produktion von Verwirrung. Peras, Düsseldorf 2023, ISBN 978-3-935193-40-5.